# 傑西·李佛摩
傑西·勞里斯頓·李佛摩（英語：Jesse Lauriston Livermore，1877年7月26日—1940年11月28日），已故美國股票交易員。他被認為是即日買賣的先驅者，也是Edwin Lefèvre的暢銷書《股票作手回憶錄》中的主角藍本。利華摩一度是世界上其中一位富豪。然而，當他自殺時，他的負債多於資產。
在很少發佈準確的財務報表、獲取當前股票報價需要大量操作、市場操縱猖獗的時代，利華摩使用現在所謂的技術分析作為他的交易的基礎。後世仍在繼續研究他的原理，包括情緒對交易的影響。
利華摩的一些交易，例如前和1929年華爾街股災前的短倉交易，在投資界堪稱傳奇。一些觀察家認為利華摩是有史以來最偉大的交易員，但其他人則認為他的遺產是一個警示故事，提醒人們利用資金槓桿尋求巨大收益的風險，而不是專注於較小但更穩定回報的策略。

## 早期生活
利華摩出生於的一個貧困家庭，小時候搬到。三歲半時，利華摩學懂讀寫，五歲開始閱讀財經報章。在學時，他的數學成績尤其出色，僅用一年時間完成三年的課程內容。14歲時，他的父親要他輟學去農場幫忙。然而，他極度失望。於是，母親籌集5元美金，協助他離家出走。

## 交易員生涯

### 嶄露頭角
1891年，14歲的利華摩於波士頓的潘偉伯股票經紀公司當報價板男孩，在證券行情佈告板上記下最新股價，周薪5美元。 1892年，15歲的他第一次交易，當時他在一家對賭行（一種不買賣股票的機構，而是押注特定股票價格會上漲還是下跌──本質上是賭場──一場賭博）以5美元押注芝加哥、伯靈頓和昆西鐵路的股票，利潤為3.12美元。
16歲時，他辭職，並開始全職交易。從1893年到1894年，利華摩被同行交易者暱稱為 Boy Plunger（Plunger 是魯莽賭徒或投機者的通俗術語），每周在波士頓的對賭行賺取約200美元，遠高於他在潘偉伯公司的薪金。他帶着1000美元回家，償還母親給他離家出走的5美元，但她不贊成兒子「賭博」；利華摩反駁稱自己不是賭博，而是「投機」。
從1895年到1897年，18歲到20歲之間，他累積10,000美元的交易利潤，三年交易的淨回報率為1000%。然而，由於他一貫獲勝，波士頓地區大多數對賭行禁止他交易。使用偽裝和假名進行交易只會延長不可避免的全市禁令。
從1898年到1900年，21歲到22歲之間，他繼續在 Haight & Freese 進行交易，這是波士頓地區最後一家沒有禁止他的對賭行。然而，Haight & Freese 逐漸擴大買賣價差，並施加限制性的保證金要求，大大增加利華摩的賺錢難度和風險。

### 搬到紐約，大起大落
1900年9月14日，23歲的利華摩搬到紐約。恰逢股市強勁的牛市，他在 Harris, Hutton & Company 股票經紀公司進行了成功的買入交易，五天內將10,000美元變成50,000美元。
1901年，24歲的他買入北太平洋鐵路公司股票，獲得第一次重大勝利。他把1萬美元變成了50萬美元。同年5月，他預計會出現回調，並使用400%的保證金沽空。因為股票行情紙帶的更新速度不夠快，令他無法即時作出交易決策，最終失去全部資產。他向愛德華·法蘭西斯·赫頓借了2,000美元，搬到不為人知的聖路易斯，然後又回到對賭行投注。
1906年，他在愛德華·R·巴特利，位於佛羅里達州棕櫚灘的會所度假。度假期間，他在湯馬士·W·羅臣的指引下，在1906年舊金山大地震前一天持有大量聯合太平洋鐵路公司的短倉，獲得250,000美元利潤。一段時間後，利華摩買入這隻股票。然而，處理他大部分交易的經紀行老闆赫頓錯誤說服利華摩平倉，結果令他損失40,000美元。

### 一日賺一百萬，首次宣佈破產
1907年恐慌中，利華摩的巨額短倉使他一天之內賺了100萬美元。然而，在股市崩盤期間救助了整個紐約證券交易所的J·P·摩根要求他不要進一步沽空。利華摩表示同意，並從反彈中獲利，將他的淨資產增加到300萬美元。
1908年，他打破自己的交易規則，聽從棉花大王佩斯·湯馬士（另一說法為泰迪·派斯）建議，買入棉花期貨。結果，湯馬士暗中放售所有期貨，利華摩不斷買入，更放售獲利的小麥期貨，招致大量損失。緊接四年，他債務纏身，1914年首次宣佈破產。
1915年，利華摩向丹尼爾·威廉臣尋求協助。威廉臣向他提供500股，他等待整整六星期，以98美元買入500股伯利恆鋼鐵公司股票，收市時再買入500股。翌日，他以145美元賣出，重新擁有資本。兩年內，他的交易利潤足以還清200萬美元債務，並購買100萬美元自由債券。

### 壟斷、操縱市場
第一次世界大戰結束後，利華摩秘密壟斷棉花市場。伍德羅·威爾遜總統接到美國農業部長來電後進行攔截，後者要求利華摩到白宮進行討論，阻止了他的舉動。利華摩同意以損益平衡的價格回售棉花，從而防止棉花價格出現麻煩的上漲。他被問及為什麼壟斷了棉花市場時，回答：「總統先生，看看我是否可以。」
1924年至1925年，他操縱市場，與 Arthur W. Cutten 的一場小麥和玉米大戰中賺到1000萬美元，並策劃軋空小豬商店股票。

### 沽空賺一億，第四次宣佈破產
1929年初，他利用100多名股票經紀人，累積大量短倉來隱藏自己的行動。到了春天，他帳面虧蝕600萬美元。然而，他於1929年華爾街股災淨賺約1億美元。在一系列報紙文章稱他為「華爾街最大淡友」後，公眾指責他為這次股災的罪魁禍首，並收到死亡威脅，導致他僱用了一名武裝保鏢。
1934年3月，利華摩第四次宣佈破產，所列負債為2,259,212.48美元，資產為184,900美元。沒有人知道他破產的詳細原因，自此，他失去人生意義。同月7日，芝加哥期貨交易所解除他的會員資格。
1937年，他還清了80萬美元的稅款。
1939年，他開了一家金融顧問公司，銷售一套技術分析系統。

## 自殺身亡
1940年11月27日晚上，一位社會攝影師在曼哈頓鸛會所問利華摩夫婦是否介意拍照。利華摩回答：「一點都不介意，但這是你要拍的最後一張照片，因為明天我要離開很長時間。」
翌日感恩節，下午5點30分剛過，利華摩在自己通常喝雞尾酒的曼哈頓雪利荷蘭酒店衣帽間，用柯爾特自動手槍開槍自殺。警方在利華摩的皮革封面筆記簿中發現八頁手寫小頁的遺書。這張紙條是寫給他的妻子哈麗特（利華摩給她起了個綽號“尼娜”），上面寫著：
|  | 忍受不了，所有事情對我來說都很差。我厭倦了抵抗，不能夠再堅持下去，這是唯一的出路！我不值得你愛，我是個失敗者，我真的很對不起，但這個方法是我唯一的出路。愛人羅利。 |

## 個人生活
利華摩最喜歡的書是1841年首次出版，查理斯·麥基所著的《異常流行幻象與群眾瘋狂》。這也是股票交易員，利華摩的密友最喜歡的書。
1907年，他買了一艘價值20萬美元的遊艇、一輛火車車卡和一個上西城住宅。他加入了高級會所，並有情婦 。
他享受釣魚，1937年，他釣到一條486磅的劍旗魚。

### 婚姻生活
利華摩曾三次結婚，有兩名小孩。1900年10月，23歲的他與印第安納波利斯女孩 Netit (Nettie) Jordan 結婚。他們結婚前才認識幾週。不到一年後，他因幾次交易失敗而破產。為了獲得新的股份，利華摩要求她典當自己為她買的大量珠寶，但她拒絕了，這永久地損害他們的關係。不久之後，兩人分居，但利華摩出資為被控謀殺妻子的妹夫 Chester S. Jordan 提供辯護。最終，他們於1917年10月離婚。
1918年12月2日，40歲的利華摩與22-23歲的 Dorothy Fox Wendt 結婚，後者曾是齐格菲富丽秀女郎。利華摩曾與幾位舞者曖昧。他們育有兩子：1919年出生的謝斯·利華摩二世、1922年出生的保羅·利華摩。然後，他在紐約 Great Neck買了一棟昂貴的房子，並請妻子隨意花錢買家具。1927年，他和妻子在家中遭遇持槍盜竊。由於 Dorothy 的酗酒習慣、利華摩與其他齊格菲女郎的婚外情，以及她們揮霍無度的消費，他們的關係變得緊張。1931年，Dorothy Livermore 提出離婚，並與其新男友 James Walter Longcope 暫居於內華達州雷諾市。1932年9月16日，離婚獲得批准，她隨即與男友結婚。她保留兩個兒子的監護權，並獲得了1000萬美元的和解金。Dorothy 以22.2萬美元的價格賣掉利華摩在大頸區花費350萬美元購買的房子。這棟房子隨後被拆除，利華摩因此陷入沮喪。
1933年3月28日，56歲的利華摩在伊利諾伊州日內瓦與38歲的歌手兼社交名媛 Harriet Metz Noble 結婚。他們於1931年在維也納相識，當時，Metz Noble 正在表演，度假中的利華摩是座上客。Metz Noble 出身於奧馬哈一個顯赫家族，家族成員透過梅茲啤酒公司致富。利華摩是 Metz Noble 第五任丈夫；之前，Metz 至少兩位丈夫都自殺了，其中包括1929年華爾街股災後上吊自殺的 Warren Noble。

## 股票交易心得及名言

### 股票交易心得
- 「買上升中的股票，賣下跌中的股票。」
- 「只在市場有明顯趨勢時交易。」

### 名言
- 「華爾街不曾變過。口袋變了，股票變了，華爾街卻從來沒變，因為人性沒變。」
- 「投資人必須提防很多東西，尤其是自己。」
- 「市場永遠不會錯，只有人性會犯錯。」

## 家庭

### 父母
- Hiram Livermore（1840年6月—1928年）
- Laura Prouty（1845年—1928年）

### 妻子
- Nettie Jordan（1867年2月—1956年10月10日）1900年10月結婚，1917年10月離婚。
- Dorothy Fox-Wendt（1895年8月4日—不詳）1918年12月2日結婚，育有兩子。1932年9月16日離婚。
- Harriet Metz Noble（1894年11月26日—1967年1月13日）1933年3月28日結婚，1940年11月28日因利華摩自殺身亡而結束。

### 子女
- 長子：小謝斯‧利華摩（1919年9月13日—1976年2月20日）
- 次子：保羅‧利華摩（1923年4月3日—2002年5月2日）

## 著作

### 親筆著作
How to Trade in Stocks（中文譯名：《獨步股壇「投機之王」狙擊價格方程式》）

### 以其為藍本之著作
Reminiscenes of a Stock Operator（中文譯名：《股票作手回憶錄》）（作者：Edwin Lefèvre）

## 外部連結
- 利華摩網站 （页面存档备份，存于）